# Skela
Skela es un pueblo ubicado en el municipio de Obrenovac, en Belgrado, Serbia.

## Superficie
Posee una superficie de 25,91 kilómetros cuadrados.

## Demografía
Hasta 2022 la población era de 1590 habitantes, con una densidad de población de 61,37 habitantes por kilómetro cuadrado.